# Дроздово (Нюксенский район)
Дроздово — деревня в Нюксенском районе Вологодской области.
Входит в состав Городищенского сельского поселения (с 1 января 2006 года по 8 апреля 2009 года входил в Брусноволовское сельское поселение), с точки зрения административно-территориального деления — в Брусноволовский сельсовет.

## География
Расстояние до районного центра Нюксеницы по автодороге — 55,2 км.

## Население
| 2002 | 2010 |
| ---- | ---- |
| 0    | →0   |